# Liste der denkmalgeschützten Objekte in Haag am Hausruck
Die Liste der denkmalgeschützten Objekte in Haag am Hausruck enthält die 6 denkmalgeschützten, unbeweglichen Objekte der Gemeinde Haag am Hausruck in Oberösterreich (Bezirk Grieskirchen).

## Denkmäler
| Foto  |                 | Denkmal                                                                                     | Standort                                       | Beschreibung | Metadaten |
| ----- | --------------- | ------------------------------------------------------------------------------------------- | ---------------------------------------------- | --- | --- |
| ja    | Datei hochladen | Kath. Filialkirche hl. Ägid und Friedhof mit Arkadengängen HERIS-ID: 52171 Objekt-ID: 58520 | Niedernhaag 9 Standort KG: Niedernhaag         | | BDA-Hist.: Q38049625 Status: § 2a Stand der BDA-Liste: 2025-06-30 Name: Kath. Filialkirche hl. Ägid und Friedhof mit Arkadengängen GstNr.: 1 Filialkirche Niedernhaag |
| ja    | Datei hochladen | Mariensäule HERIS-ID: 86625 Objekt-ID: 100943                                               | Lambacherstraße 25 Standort KG: Obernhaag      | | BDA-Hist.: Q37716169 Status: § 2a Stand der BDA-Liste: 2025-06-30 Name: Mariensäule GstNr.: 3                                                                         |
| ja    | Datei hochladen | Pfarrhof HERIS-ID: 86626 Objekt-ID: 100944                                                  | Lambacherstraße 25 Standort KG: Obernhaag      | | BDA-Hist.: Q37716188 Status: § 2a Stand der BDA-Liste: 2025-06-30 Name: Pfarrhof GstNr.: 3                                                                            |
| ja BW | Datei hochladen | Kath. Pfarrkirche hl. Veit und Kriegerdenkmal HERIS-ID: 52434 Objekt-ID: 59209              | bei Marktplatz 2 Standort KG: Obernhaag        | Der gotische Kirchenbau wurde im 17. Jahrhundert verändert und von 1720 bis 1730 zur barocken Hallenkirche ausgebaut. | BDA-Hist.: Q26102073 Status: § 2a Stand der BDA-Liste: 2025-06-30 Name: Kath. Pfarrkirche hl. Veit und Kriegerdenkmal GstNr.: 25 Sankt Vitus (Haag am Hausruck)       |
| ja    | Datei hochladen | Gemeindeamt HERIS-ID: 86627 Objekt-ID: 100945                                               | Marktplatz 23 Standort KG: Obernhaag           | | BDA-Hist.: Q37716205 Status: § 2a Stand der BDA-Liste: 2025-06-30 Name: Rathaus/Gemeindeamt GstNr.: 943                                                               |
| ja    | Datei hochladen | Mariensäule, Kriegergedächtnissäule HERIS-ID: 86779 Objekt-ID: 101107                       | gegenüber Marktplatz 26 Standort KG: Obernhaag | Die lebensgroße Pietà auf der Säule wurde 1950/51 von Hermann Schweigl geschaffen.                                    | BDA-Hist.: Q37716956 Status: § 2a Stand der BDA-Liste: 2025-06-30 Name: Mariensäule, Kriegergedächtnissäule GstNr.: 2197/2                                            |